# 北京水准原点
北京水准原点是中国北京的水准原点，原设在今北京市西城区西安门大街1号，现设在海淀区玉渊潭晾果厂甲7号。

## 旧址
北京水准原点是计算测量北京地区（实际上是华北地区）水准点最原始的基准点。
北京水准原点最初位于今西城区西安门大街1号，北京大学第一医院妇产儿童医院院内。中华民国成立后，此处是陆军部测地局。北京水准原点的建筑为陆军部测地局召聘日本商人在1915年设计建造的。北京水准原点是北京地区乃至华北地区最早建设的唯一一处水准原点。
1952年9月，中央人民政府人民革命军事委员会总参谋部测验局重修了北京水准原点。1965年5月，国家测绘总局在水准原点建筑的东南35米处地下建设了水准原点的副点。
1994年6月20日，西城区文物管理部门为北京水准原点旧址设置了文物保护标志牌，随即委托清华大学建筑学院历史与文物建筑保护研究所于1994年6月21日至7月9日对北京水准原点建筑进行实测。
北京水准原点建在一栋花岗岩砌筑的屋内，平面呈正方形，为单层建筑，正面朝向南方，入口设在北方。主体建筑面积22.5平方米，高0.58米，仿希腊古典建筑造型。正面由两根花岗岩石柱支撑的三角山花组成门头，内置“水准原点”石刻匾额以及观察窗。匾额的上下落款介绍了1952年9月中央人民政府人民革命军事委员会总参谋部测验局重修时装嵌水晶表尺的经过。最下侧的观察窗平日以铁窗门锁住，打开铁窗门便为北京水准原点的水晶标尺。观察窗外台阶地面上的东西两侧，刻有两个椭圆形半圆石包，为东、西参考点。
北京水准原点位于屋内中央，由地上部分和地下基础部分组成。地上部分由三部分组成：上为一块长形花岗岩台石，长2.81米，前宽0.45米，后宽0.90米，前端厚0.39米，后端厚0.43米，重量大约2.6吨；台石的南侧面正对观察窗，上镶水晶尺，注记为“0”的分划代表原点高程位置，零分划上下分别注记八个厘米16个分划。台石下为一块八边形的花岗岩承台，厚0.40米，重4.8吨。最下面接近地面为混凝土基台，外表砌砖，圆柱体，高2.28米，直径0.60米，与地下基础连接。
地下基础部分自地面起算的埋深为10.5米，为混凝土浇灌圆柱体，四周衬砌砖及砂土。最下层为一块混凝土盘石，2.4×2.4×1.2米，作为承台。整个地下基础部分的总重量约为39.9吨。
北京水准原点是以黄海平均海平面导测至此。水准原点高程，即水晶标尺“0”到变线的高程是48.85688米，这是北京的海拔高度。

## 新址
1977年到1980年，北京市测绘处在玉渊潭晾果厂甲7号建立了玉渊潭水准原点，联测确认该水准原点的高程为49.908米。该水准原点在1983年正式启用。